# Giringiro
Il Giringiro (ovvero il Giro d'Italia preso in giro) è stato un programma radiofonico italiano che commentava in modo parodistico la tappa del giorno del Giro d'Italia. Gli autori erano Pietro Garinei e Sandro Giovannini.

## Il programma
L'idea di fare una parodia del Giro era venuta a Garinei e Giovannini, che erano stati giornalisti sportivi prima di diventare autori di riviste teatrali.
La trasmissione seguiva le tappe del Giro d'Italia commentando in modo umoristico le vicende della gara. Oltre alle vicende dei primi in classifica e dei vincitori di tappa, però, il Giringiro dava spazio, data la sua natura parodistica, anche alla vera e propria gara che si svolgeva per ottenere la maglia nera dell'ultimo arrivato, disputata soprattutto fra Luigi Malabrocca e Sante Carollo.
I testi del programma erano di Pietro Garinei e Sandro Giovannini ed erano accompagnati al pianoforte da Giovanni D'Anzi, la regia era di Silvio Gigli, gli attori-cantanti erano Isa Bellini e Raffaele Pisu nella prima edizione, il Quartetto Cetra e Mario Riva in un'altra.
La troupe del Giringiro era ridotta rispetto ai normali varietà radiofonici, perché doveva seguire il Giro in carovana. I testi venivano scritti in fretta fra lo svolgimento della tappa e la messa in onda intorno alle 19.30-20.00. Spesso non c'era tempo per provare. La trasmissione andava in onda in diretta dalla località arrivo di tappa: dove c'era, dalla sede RAI locale; spesso dall'albergo in cui pernottava la troupe; qualche volta dal furgone della RAI o da una casa privata fornita di pianoforte, o ancora da una chiesa.
Il programma durava mezz'ora e andava in onda tutte le sere nelle settimane in cui si svolgeva il Giro d'Italia; ne furono fatte tre edizioni, nel 1949, 1952 e 1953.